# Lilla Vismen
Lilla Vismen är en sjö i Degerfors kommun i Värmland och ingår i Göta älvs huvudavrinningsområde. Sjön är 3,1 meter djup, har en yta på 0,151 kvadratkilometer och är belägen 118,2 meter över havet.

## Delavrinningsområde
Lilla Vismen ingår i det delavrinningsområde (657161-141591) som SMHI kallar för Inloppet i Vismen. Medelhöjden är 145 meter över havet och ytan är 15,5 kvadratkilometer. Det finns inga avrinningsområden uppströms utan avrinningsområdet är högsta punkten. Visman som avvattnar avrinningsområdet har biflödesordning 3, vilket innebär att vattnet flödar genom totalt 3 vattendrag innan det når havet efter 264 kilometer. Avrinningsområdet består mestadels av skog (81 procent) och sankmarker (10 procent). Avrinningsområdet har 0,38 kvadratkilometer vattenytor vilket ger det en sjöprocent på 2,5 procent.